# Луїс Феліпе Фонтелеш
Луїс Феліпе Фонтелеш (порт. Luiz Felipe Marques Fonteles, нар. 19 червня 1984) — бразильський волейболіст, олімпійський чемпіон 2016 року.

## Виступи на Олімпіадах
| Олімпіада           | Дисципліна | Місце |
| ------------------- | ---------- | ----- |
| Ріо-де-Жанейро 2016 | волейбол   | 1     |

## Зовнішні посилання
- Луїс Феліпе Фонтелеш — олімпійська статистика на сайті Sports-Reference.com (англ.) (архівна версія)

1. ↑  Olympedia — 2006.